# Robert Demers
Pour les articles homonymes, voir Demers.
 (juillet 2022).
Il peut être nécessaire de l'améliorer pour respecter le principe de neutralité de point de vue. Veuillez consulter la page de discussion pour plus de détails.

Robert Demers (né le 10 octobre 1937 à Montréal et mort dans cette ville le 13 octobre 2023) est un avocat, un administrateur et un financier canadien. Il s'est fait connaître notamment pour son rôle dans les négociations pour la libération de deux otages du Front de libération du Québec (FLQ) durant la crise d'Octobre. Il a été nommé président de la Commission des valeurs mobilières du Québec, puis élu président de la Bourse de Montréal. Il a également siégé à divers conseils d'administration, dont ceux d'Hydro-Québec et du Théâtre du Nouveau-Monde.

## Biographie
Robert Demers est né à Montréal le 10 octobre 1937, fils d'André Demers, avocat, puis juge à la Cour supérieure du Québec, et de Berthe Bélanger. Après des études classiques et de droit, sa carrière s'est déroulée dans le droit, la fonction publique, la finance et l'administration d'entreprises. Tout au long de ses activités, il a milité dans le Parti libéral, en particulier en tant que conseiller de Robert Bourassa. La crise d'octobre, le sauvetage des fonds communs d'IOS, sa contribution à l'industrie des valeurs mobilières, la réorganisation de Javelin International Ltd, auront été les faits saillants de sa vie professionnelle.

## Vie professionnelle

### 1960 - 1970: Les années de formation
Président du club des étudiants libéraux de l'Université McGill, Robert Demers participe activement à la campagne électorale qui mènera le Parti libéral au pouvoir le 22 juin 1960. Après son admission au barreau du Québec, il a d'abord pratiqué le droit à Montréal avec Me Bernard Tellier et Me Jacques Ducros. En 1961, la Société Saint-Jean-Baptiste de Montréal lui « exprime sa profonde reconnaissance pour sa constante collaboration et son dévouement exceptionnel à l’œuvre du Prêt d’Honneur aux étudiants et lui décerne le titre de Collaborateur Éminent ».
En 1962, il est engagé comme conseiller juridique de la Bourse de Montréal par Eric Kierans, alors que celui-ci en était le président. Il occupe les postes de secrétaire adjoint de la Bourse de Montréal et de la Bourse canadienne, ainsi que directeur du service des inscriptions des compagnies à la cote des Bourses. En 1964, à la suite d'une recommandation faite par Éric Kierans à Paul Gérin-Lajoie, Robert Demers quitte la Bourse et se joint au ministère de l’Éducation en tant que conseiller technique en financement. Il travaille alors en proche collaboration avec les trois principaux artisans de l’établissement du ministère de l’Éducation: Paul Gérin-Lajoie, le ministre et dirigeant de la révolution tranquille en éducation qui allait changer le Québec en profondeur, Arthur Tremblay, le sous-ministre, l’intellectuel et le penseur de ces changements, Gilles Bergeron, le sous-ministre adjoint, l’homme d’action et le bâtisseur de ce ministère et des modifications qui furent mises en place,.
À son retour à Montréal en 1966, Robert Demers entre au service du cabinet juridique Desjardins, Ducharme et Choquette et se spécialise dans le domaine de la finance. Il a parmi ses clients des fiduciaires et des comités de protection de détenteurs de valeurs mobilières. La pratique de sa profession consiste à exercer des recours pouvant être pris à la suite de défauts par des entreprises ayant émis des obligations. Pendant cette période, Robert Demers plaide régulièrement devant les tribunaux où il représente des créanciers garantis ou des fiduciaires agissant pour le compte de détenteurs d'obligations.
Il pratique également dans les domaines du droit commercial et de l’assurance. C’est à cette époque qu’il devient le conseiller de Robert Bourassa, qu’il avait connu à Québec alors que celui-ci était secrétaire de la Commission Bélanger sur la fiscalité. Lors de l’élection de Robert Bourassa comme chef du Parti libéral du Québec, Robert Demers est président de la commission juridique. Durant la campagne électorale qui porta Robert Bourassa au pouvoir en 1970, Robert Demers est l’agent officiel du Parti libéral du Québec.

### 1970 - 1980: octobre 70, la CVMQ, la Bourse
En octobre 1970, le gouvernement du Québec désigne Robert Demers,, comme avocat pour négocier,,,,, la libération de deux otages avec le Front de libération du Québec (FLQ), lors de ce qui fut par la suite appelé la Crise d'Octobre,,,,,,.  Quelques jours après sa nomination,, un des otages, Pierre Laporte, alors ministre du Travail et de la Main d’œuvre du gouvernement du Québec, est malheureusement tué par ses ravisseurs qui sont membres de la cellule Chénier du FLQ. Toutefois, Robert Demers réussit à négocier la libération de M. James Richard Cross , attaché commercial de la Grande-Bretagne, qui avait été enlevé par une autre cellule du FLQ, et envoie les ravisseurs en exil à Cuba. Dans les mois qui suivirent, les ravisseurs de Pierre Laporte furent arrêtés, jugés et condamnés à de lourdes peines d’emprisonnement.
En 1972, remue-ménage au ministère des institutions financières, le sous-ministre quitte sa fonction et est nommé juge, le président de la CVMQ Fernand Lalonde devient sous-ministre et finalement le 13 juillet 1972 Robert Demers est nommé président de la Commission des valeurs mobilières du Québec (CVMQ) par le gouvernement du Québec. C'est l'organisme gouvernemental responsable de la réglementation du commerce des valeurs mobilières. Une importante réorganisation de la CVMQ est mise en place. Elle touche non seulement le personnel de la commission qui est démoralisé et insuffisant mais aussi les relations avec le ministère des Institutions financières dont  relève la commission sur le plan administratif. Le ministre responsable de la CVMQ William Tetley rapidement fait adopter par l'Assemblée nationale des modifications à la Loi sur les valeurs mobilières qui élargissent l’obligation de divulgation financière des entreprises et réglementent les transactions d'initiés et la sollicitation de procurations. Les retards dans l'étude des demandes sont tels qu'ils créent des problèmes sérieux à l'ensemble de l'industrie des valeurs mobilières. Il faut deux ans pour retracer l'ensemble des dossiers tellement le désordre à la Commission était important. Les dossiers des enquêteurs envoyés au ministère de la Justice avec des recommandations de plaintes criminelles demeuraient sans réponse depuis des mois. Une série de procédures judiciaires sont intentées tant sur le plan pénal que criminel contre divers individus impliqués dans des opérations illégales et même contre certains membres de la Bourse canadienne. Cette opération vise à éliminer la fraude et la manipulation qui étaient devenues monnaie courante sur la place financière de Montréal. Pendant cette période, avec le concours du commissaire Jacques Saint-Pierre,  la commission a travaillé à définir et publiciser les conditions nécessaires au bon fonctionnement d'un marché efficient[réf. incomplète], des valeurs mobilières.
Au cours de son mandat, Robert Demers a un rôle déterminant dans l’affaire des fonds communs de Investors Overseas Service. La Commission des valeurs mobilières du Québec est alors citée par le président de la Securities and Exchange Commission (SEC), un organisme de réglementation américain, dans son rapport annuel, au Sénat et au Congrès américain pour le rôle qu’elle a joué à l'échelle internationale dans la protection des intérêts des détenteurs de fonds communs. C'est pour les mêmes motifs que le gouvernement du Luxembourg nomme Robert Demers officier de l’Ordre de la couronne de chêne,.
En 1976, le conseil d'administration de la Bourse de Montréal élit Robert Demers en tant que président et gouverneur,. La Bourse renonce au protectionnisme et demande à la Commission des valeurs mobilières du Québec d’abandonner sa politique adoptée en 1969  qui forçait les courtiers en valeurs mobilières d’exécuter de préférence leurs transactions sur la Bourse de Montréal. En contrepartie elle entreprend une vaste étude pour connaître qui sont les participants dans son marché, qui sont ceux qui n'y sont pas et pourquoi. Elle étudiera quelles sont les entreprises de la région qui pourraient profiter de la  levée de capitaux en distribuant une partie de leurs actions aux investisseurs du Québec. La Bourse planifie une série de mesures pour améliorer la qualité de son marché, y attirer de nouveaux membres et développer de nouveaux titres à être transigés sur son parquet. Elle veut s'occuper de son marché régional mais en même temps appuyer l’établissement d’un marché central canadien informatisé, comme cela s’est fait au Royaume-Uni et aux USA. Avant toutes mesures la Bourse se fixe comme objectif d’améliorer sa situation financière, car elle fait un déficit chaque année depuis 1972.
La Bourse de Montréal pour rendre son marché d'actions plus attrayant travaille à l'accroissement du rôle et du nombre des spécialistes en bourse qui assurent une meilleure liquidité. Elle voit aussi à augmenter le nombre de mainteneurs de marché pour permettre l'expansion du marché des options. À cet égard elle ouvre la porte à l'adhésion de membres individuels comme cela se faisait au Chicago Board Options Exchange (CBOE).   S'inspirant de la loi française Monory, la Bourse recommande au gouvernement du Québec l'institution d'un régime d’épargne-actions. Elle adopte une nouvelle politique permettant l'émergence de plus petites sociétés de courtage en introduisant le concept de courtier remisier. Elle joue un rôle important dans l'établissement de La Caisse canadienne de dépôt de valeurs (CDS).
Malgré ces nombreuses mesures, la Bourse de Montréal subit de plein fouet la concurrence du Toronto Stock Exchange dirigé par Pierce Bunting, un président d'une grande compétence et un visionnaire,. Elle voit sa part de marché dans les actions se réduire d'année en année. Sa situation financière s'est toutefois améliorée et elle réussit à progresser dans le domaine des options. Elle travaille au développement de nouveaux titres à être transigés à Montréal comme les contrats à terme sur les taux d'intérêt ("interest rate future"), les contrats à terme sur les titres financiers ("Financial future") et les options sur les marchandises ("commodity").
Pendant sa présidence Robert Demers a fait partie du conseil d'administration de l'Association canadienne des courtiers en valeurs mobilières (ACCOVAM), de la Chambre de compensation d'options Trans-Canada (TCO), de l'Institut canadien des valeurs mobilières, du Fonds canadien de protection des épargnants (FCPE) et il a été représentant de la Bourse de Montréal à la Fédération internationale des bourses de valeurs (FIBV). Sachant que Robert Demers va, suivant la coutume, se retirer de la Bourse au cours des prochains mois, le Montreal Star publie un long article sur Robert Demers. Le Globe and Mail de Toronto de son côté interroge Robert Demers sur l'avenir de la Bourse de Montréal et termine son article avec "Never say die".
Le Toronto Stock Exchange (TSE) après avoir décerné dans le passé à Robert Demers les Boutons d’argent, elle lui attribue les Boutons d’or, à l’effigie des portes du TSE, pour sa contribution à l’industrie des valeurs mobilières, lorsqu'il annonce qu'il va quitter la Bourse de Montréal.

### 1980 - 1990: Conseiller en placement
En 1981 on annonce que Robert Demers quitte la bourse de Montréal,, il devient président de la société de courtage en valeurs mobilières Maison placement Canada inc. spécialisée dans les analyses financières pour les institutions financières. Par la suite, Robert Demers quitte Maison placement Canada pour se joindre comme administrateur et dirigeant à la société publique de courtage en valeurs mobilières McNeil Mantha inc.
En 1982 le tribunal nomma Me Michel Robert comme séquestre-gérant de Javelin International Ltd Le 27 février 1986, le juge John H. Gomery déclara que Javelin avait été administré de manière oppressive et injustement préjudiciable à ses actionnaires minoritaires. Le juge Gomery condamna John Christopher Doyle à payer $15.4 millions en compensation de fraudes et il annula le 15 pour cent d'actions de Javelin détenu par Doyle. Le 25 avril 1986 un conseil d'administration indépendant fut nommé par le juge Gomery pour gérer les affaires de Javelin. Parmi les administrateurs indépendants fut nommé Robert Demers, vice-président du conseil de McNeil Mantha Inc. et ancien président de la Commission des valeurs mobilières du Québec.
Durant cette même période, Robert Bourassa lui confie la présidence du comité de financement en 1983 pour sa réélection comme chef du Parti libéral du Québec. Lors de l’élection générale de 1985, qui portera Robert Bourassa au pouvoir, Robert Demers est nommé président de la commission des finances du Parti.

### 1990 - 2010: Administrateur d'entreprises
En 1992, Robert Demers fonde et préside sa propre firme de courtage en valeurs mobilières, Demers Conseil inc. En 1998, il cède la direction de l’entreprise à François Demers, son fils. Il devient alors président du conseil de la société. Il participe aux activités de diverses entreprises tant au Canada, aux États-Unis, qu’en Europe. On en trouvera la liste sous le titre Cheminement professionnel qui suit. En 2004, M. Demers cède ses parts dans la société, mais conserve son poste de président du conseil. En 2010, les firmes Demers valeurs mobilières, anciennement Demers Conseil, et Investpro fusionnent et fondent la nouvelle firme Fin-XO valeurs mobilières. C'est à ce moment que Robert Demers prend sa retraite du domaine de la finance. Il demeure à Montréal et dans les Cantons de l’Est, où il exerce le métier de forestier.  
En 2014, il cède à son fils la ferme forestière familiale du hameau de Pigeon Hill. Elle enjambe la limite séparant les villes de Saint-Armand et de Frelighsburg. Ainsi prenait fin une activité à laquelle Robert Demers s’était adonné, entre autres, pendant 40 ans. C’est alors qu’il se consacre à plein temps aux métiers d’écrivain, d’historien et d’encyclopédiste. En plus de publier des textes sur l’internet et Wikipédia, il écrit un récit publié en feuilletons dans Le Journal de Saint-Armand à compter du vol 14 no 2 octobre - novembre 2016 page 14. 

### Décès
Robert Demers s'éteint à Montréal le 13 octobre 2023 à l'âge de 86 ans.

## Études et formations
- Diplômé de l'Université de Paris (Collège Stanislas de Montréal[80], baccalauréat ès arts)
- Diplômé de l'Université McGill (baccalauréat en droit civil)
- Membre du Barreau du Québec[81]
- Membre du Barreau canadien[82]
- Accréditation de Conseiller en placement[83]

## Cheminement professionnel
Au cours de sa carrière, il a été membre de divers conseils d'administration de sociétés : 
- La compagnie hydro-électrique, Hydro-Québec (membre, entre autres, des comités de vérification et recherche et développement)
- La société de recherche et développement Nouveler inc.
- La société d’exploration minière sous contrôle fiduciaire Javelin International Ltd, à la suite d’une nomination par le juge John Gomery de la Cour Supérieure du Québec
- La compagnie de contrôle sanitaire et environnemental, Groupe Sanivan inc.
- La société d’ingénierie dans le domaine des pâtes et papiers, Klöckner Stadler Hurter
- La compagnie de construction de centrale hydro-électrique, Société d'Énergie de la Baie James (membre entre autres du comité de vérification)
- La société de fiducie, Trust Capital (membre entre autres des comités exécutifs et de placement)
- La société française de recherche sur le Sida, Hypocampe s. a.
- La société américaine de recherche sur les rétrovirus, Mymetics Corp. (président, entre autres, des comités de vérification et de compensation.)
- La société allemande d’ingénierie dans le domaine des cimenteries, FAHR Beteilingungen AG (président, entre autres du comité de vérification.)
- La compagnie d’assurance générale, Constitution Insurance Company
- La compagnie de capital de risque, Sasamat Capital Corporation
- La compagnie d’investissement, Quinsam Capital Corporation
- La compagnie de conseils en placement et en gestion, Wiseman Partenaire Privé inc.

Il a aussi été membre du conseil d'administration de divers organismes sans but lucratif : 
- Fondation de l'Université du Québec à Montréal
- Fondation Robert Bourassa
- Société du Cinéma
- Théâtre du Nouveau-Monde
- Centre Bertholet
- Auberge de jeunesse de Montréal[84]
- Montreal Visual Art Center
- Le Pont entre les générations[85]
- Le comité de vérification des Sœurs de la Charité de Montréal (sœurs grises)

## Honneurs
- 2003 - Médaille de l'Assemblée nationale[86]